# Millicent
Millicent ist ein englischer weiblicher Vorname.
Er geht auf den normannischen Namen Melisende zurück, der wiederum eine französisierte Version des germanischen Amalaswinth (auch Amalasuintha, Amalasuntha; aus amal „Arbeit“ und swinth „Stärke“) darstellt. Der Name hat in den vergangenen Jahrzehnten erheblich an Popularität verloren und gilt als veraltet. So wurden 1990 nur noch 0,009 % der neugeborenen Mädchen in den USA auf diesen Namen getauft.

## Namensträgerinnen
- Millicent Bingham (1880–1968), amerikanische Geologin
- Millicent Fenwick (1910–1992), amerikanische Publizistin und Politikerin
- Millicent Garrett Fawcett (1847–1929), britische Frauenrechtlerin
- Millicent Martin (* 1934), englische Schauspielerin
- Millicent Preston-Stanley (1883–1955), australische Politikerin
- Millicent Edith Steel (1923–1990), englisch-ungarische Anthropologin
- Millicent Simmonds (* 2003), US-amerikanische Schauspielerin
- Millicent Sutherland-Leveson-Gower, Duchess of Sutherland (1867–1955), britische Sozialreformerin

## Spielzeug
- Barbara Millicent Roberts, Puppe, siehe Barbie